# Algieria na Letnich Igrzyskach Olimpijskich 2004
Algierię na Letnich Igrzyskach Olimpijskich 2004 reprezentowało 61 zawodników, 37 mężczyzn i 10 kobiet.
Był to dziesiąty występ reprezentacji Algierii na letnich igrzyskach olimpijskich.

## Reprezentanci

### Boks
| Zawodnik             | Konkurencja | 1/16                      | 1/8                     | Ćwierćfinał      | Półfinał         | Finał            | Finał   |
| Zawodnik             | Konkurencja | Przeciwnik Wynik          | Przeciwnik Wynik        | Przeciwnik Wynik | Przeciwnik Wynik | Przeciwnik Wynik | Miejsce |
| -------------------- | ----------- | ------------------------- | ----------------------- | ---------------- | ---------------- | ---------------- | ------- |
| Mebarek Soltani      | 51 kg       | Gieorgij Bałakszyn 15-26  | NQ                      | NQ               | NQ               | NQ               | 17.     |
| Malik Bouziane       | 54 kg       | Ali Hallab 19-16          | Giennadij Kowalow 20-23 | NQ               | NQ               | NQ               | 9.      |
| Hadj Bel Kheir       | 57 kg       | Aleksiej Tiszczenko 17-37 | NQ                      | NQ               | NQ               | NQ               | 17.     |
| Nasserredine Fillali | 63,5 kg     | Boris Georgiew 7-27       | NQ                      | NQ               | NQ               | NQ               | 17.     |
| Benamar Meskine      | 69 kg       | Vanes Martirosyan 20-45   | NQ                      | NQ               | NQ               | NQ               | 17.     |
| Nabil Kassel         | 75 kg       | Glaucélio Abreu 41-36     | Andre Dirrell 27-7      | NQ               | NQ               | NQ               | 9.      |
| Abdel Hani Kenzi     | 81 kg       | Song Hak-Seong 25-19      | Utkirbek Haydarov 31-19 | NQ               | NQ               | NQ               | 9.      |

### Judo
Mężczyźni
| Zawodnik            | Konkurencja    | 1/32                  | 1/16               | Ćwierćfinał      | Półfinał         | Finał            | Repasaż - Pierwsza runda | Repasaż - Ćwierćfinał | Repasaż - Półfinał | Mecz o brązowy medal | Pozycja |
| Zawodnik            | Konkurencja    | Przeciwnik Wynik      | Przeciwnik Wynik   | Przeciwnik Wynik | Przeciwnik Wynik | Przeciwnik Wynik | Przeciwnik Wynik         | Przeciwnik Wynik      | Przeciwnik Wynik   | Przeciwnik Wynik     | Pozycja |
| ------------------- | -------------- | --------------------- | ------------------ | ---------------- | ---------------- | ---------------- | ------------------------ | --------------------- | ------------------ | -------------------- | ------- |
| Omar Rebahi         | do 60 kg       | Bazarbek Donbay P     | NQ                 | NQ               | NQ               | NQ               | NQ                       | NQ                    | NQ                 | NQ                   | 33.     |
| Amar Meridja        | do 66 kg       | Amin El Hady W        | Ehud Vaks W        | Jozef Krnáč P    | NQ               | NQ               | —                        | Óscar Peñas P         | NQ                 | NQ                   | 9.      |
| Noureddine Yagoubi  | do 73 kg       | Haitham El Hossainy W | Gennadiy Bilodid P | NQ               | NQ               | NQ               | NQ                       | NQ                    | NQ                 | NQ                   | 17.     |
| Amar Benikhlef      | do 81 kg       | Aboumedan El Sayed W  | Florian Wanner P   | NQ               | NQ               | NQ               | NQ                       | NQ                    | NQ                 | NQ                   | 17.     |
| Khaled Meddah       | do 90 kg       | Carlos Honorato P     | NQ                 | NQ               | NQ               | NQ               | NQ                       | NQ                    | NQ                 | NQ                   | 33.     |
| Sami Belgroun       | do 100 kg      | Ramón Ayala W         | Iweri Dżikurauli P | NQ               | NQ               | NQ               | NQ                       | NQ                    | NQ                 | NQ                   | 17.     |
| Mohamed Bouaichaoui | powyżej 100 kg | Indrek Pertelson P    | NQ                 | NQ               | NQ               | NQ               | NQ                       | NQ                    | NQ                 | NQ                   | 33.     |

Kobiety
| Zawodniczka      | Konkurencja | 1/32                | 1/16                | Ćwierćfinał         | Półfinał            | Finał               | Repasaż - Pierwsza runda | Repasaż - Ćwierćfinał    | Repasaż - Półfinał  | Mecz o brązowy medal | Pozycja |
| Zawodniczka      | Konkurencja | Przeciwniczka Wynik | Przeciwniczka Wynik | Przeciwniczka Wynik | Przeciwniczka Wynik | Przeciwniczka Wynik | Przeciwniczka Wynik      | Przeciwniczka Wynik      | Przeciwniczka Wynik | Przeciwniczka Wynik  | Pozycja |
| ---------------- | ----------- | ------------------- | ------------------- | ------------------- | ------------------- | ------------------- | ------------------------ | ------------------------ | ------------------- | -------------------- | ------- |
| Soraya Haddad    | do 48 kg    | Bertille Ali W      | Yamila Zambrano W   | Ryōko Tani P        | Nie awansowała      | Nie awansowała      | —                        | Maria Karagiannopoulou P | Nie awansowała      | Nie awansowała       | 9.      |
| Salima Souakri   | do 52 kg    | Petra Nareks W      | Xian Dongmei P      | Nie awansowała      | Nie awansowała      | Nie awansowała      | Wolny los                | Raffaella Imbriani W     | Ioana Maria Aluaş W | Amarilis Savón P     | 5.      |
| Lila Latrous     | do 57 kg    | Liu Yuxiang P       | Nie awansowała      | Nie awansowała      | Nie awansowała      | Nie awansowała      | Nie awansowała           | Nie awansowała           | Nie awansowała      | Nie awansowała       | 33.     |
| Rachida Ouerdane | do 70 kg    | Qin Dongya P        | Nie awansowała      | Nie awansowała      | Nie awansowała      | Nie awansowała      | Nie awansowała           | Nie awansowała           | Nie awansowała      | Nie awansowała       | 33.     |

### Lekkoatletyka
Mężczyźni
| Zawodnik           | Konkurencja           | Eliminacje | Eliminacje | Ćwierćfinał | Ćwierćfinał | Półfinał | Półfinał | Finał    | Finał   |
| Zawodnik           | Konkurencja           | Wynik      | Miejsce    | Wynik       | Miejsce     | Wynik    | Miejsce  | Wynik    | Miejsce |
| ------------------ | --------------------- | ---------- | ---------- | ----------- | ----------- | -------- | -------- | -------- | ------- |
| Malik Louahla      | 200 m                 | 20,67      | 2.         | 20,93       | 7.          | NQ       | NQ       | NQ       | NQ      |
| Adem Hecini        | 400 m                 | 46,50      | 5.         | NQ          | NQ          | NQ       | NQ       | NQ       | NQ      |
| Djabir Saïd-Guerni | 800 m                 | 1:45,94    | 3.         | —           | —           | 1:45,76  | 1.       | 1:45,61  | 7.      |
| Nabil Madi         | 800 m                 | 1:47,52    | 5.         | —           | —           | NQ       | NQ       | NQ       | NQ      |
| Kamal Boulahfane   | 1500 m                | 3:38,59    | 4.         | —           | —           | 3:41,27  | 5.       | 3:39,02  | 11.     |
| Tarek Boukensa     | 1500 m                | 3:37,94    | 5.         | —           | —           | DNF      | AC       | NQ       | NQ      |
| Mohamed Khaldi     | 1500 m                | 3:42,47    | 12.        | —           | —           | NQ       | NQ       | NQ       | NQ      |
| Ali Saïdi-Sief     | 5000 m                | 13:18,94   | 1.         | —           | —           | —        | —        | 13:32,57 | 10.     |
| Samir Moussaoui    | 5000 m                | 13:24,98   | 8.         | —           | —           | —        | —        | 14:02,01 | 14.     |
| Khoudir Aggoune    | 5000 m                | 13:29,37   | 10.        | —           | —           | —        | —        | NQ       | NQ      |
| Abdelhakim Maazouz | 3000 m z przeszkodami | 8:36,12    | 11.        | —           | —           | —        | —        | NQ       | NQ      |
| Moussa Aouanouk    | 20 km                 | —          | —          | —           | —           | —        | —        | 1:28:38  | 31.     |
| Saïd Belhout       | maraton               | —          | —          | —           | —           | —        | —        | 2:22:32  | 49.     |
| Rachid Ziar        | maraton               | —          | —          | —           | —           | —        | —        | DNF      | AC      |
| Mustapha Bennacer  | maraton               | —          | —          | —           | —           | —        | —        | DNF      | AC      |

| Zawodnik            | Konkurencja | Kwalifikacje | Kwalifikacje | Finał    | Finał   |
| Zawodnik            | Konkurencja | Rezultat     | Miejsce      | Rezultat | Miejsce |
| ------------------- | ----------- | ------------ | ------------ | -------- | ------- |
| Abderrahmane Hammad | skok wzwyż  | 2,25         | 15.          | NQ       | NQ      |

Kobiety
| Zawodniczka           | Konkurencja | Eliminacje | Eliminacje | Ćwierćfinał | Ćwierćfinał | Półfinał | Półfinał | Finał          | Finał          |
| Zawodniczka           | Konkurencja | Wynik      | Miejsce    | Wynik       | Miejsce     | Wynik    | Miejsce  | Wynik          | Miejsce        |
| --------------------- | ----------- | ---------- | ---------- | ----------- | ----------- | -------- | -------- | -------------- | -------------- |
| Nahida Touhami        | 1500 m      | 4:06,41    | 8.         | —           | —           | 4:07,21  | 8.       | Nie awansowała | Nie awansowała |
| Souad Aït Salem       | 5000 m      | 16:02,10   | 16.        | —           | —           | —        | —        | Nie awansowała | Nie awansowała |
| Souad Aït Salem       | 10000 m     | —          | —          | —           | —           | —        | —        | DNF            | AC             |
| Nasria Baghdad-Azaïdj | maraton     | —          | —          | —           | —           | —        | —        | DNF            | AC             |

| Zawodniczka  | Konkurencja | Kwalifikacje | Kwalifikacje | Finał    | Finał   |
| Zawodniczka  | Konkurencja | Rezultat     | Miejsce      | Rezultat | Miejsce |
| ------------ | ----------- | ------------ | ------------ | -------- | ------- |
| Baya Rahouli | trójskok    | 14,89        | 2.           | 14,86    | 6.      |

### Pływanie
Mężczyźni
| Zawodnik        | Konkurencja          | Eliminacje | Eliminacje | Półfinał   | Półfinał | Finał | Finał   |
| Zawodnik        | Konkurencja          | Czas       | Miejsce    | Czas       | Miejsce  | Czas  | Miejsce |
| --------------- | -------------------- | ---------- | ---------- | ---------- | -------- | ----- | ------- |
| Salim Iles      | 50 m st. dowolnym    | 22,26 (NR) | 3.         | 22,16 (NR) | 3.       | 22,37 | 8.      |
| Salim Iles      | 100 m st. dowolnym   | 49,72      | 16.        | 49,13      | 5.       | 39,30 | 7.      |
| Mahrez Mebarek  | 200 m st. dowolnym   | 1:52,00    | 35.        | NQ         | NQ       | NQ    | NQ      |
| Mahrez Mebarek  | 400 m st. dowolnym   | 3:59,10    | 30.        | NQ         | NQ       | NQ    | NQ      |
| Sofiane Daid    | 100 m st. klasycznym | 1:03,63    | 32.        | NQ         | NQ       | NQ    | NQ      |
| Sofiane Daid    | 200 m st. klasycznym | 2:17,78    | 31.        | NQ         | NQ       | NQ    | NQ      |
| Aghiles Slimani | 100 m st. motylkowym | 56,22      | 48.        | NQ         | NQ       | NQ    | NQ      |
| Aghiles Slimani | 200 m st. motylkowym | 2:04,93    | 32.        | NQ         | NQ       | NQ    | NQ      |
| Raouf Benabid   | 200 m st. zmiennym   | 2:06,34    | 35.        | NQ         | NQ       | NQ    | NQ      |

Kobiety
| Zawodniczka   | Konkurencja        | Eliminacje | Eliminacje | Półfinał       | Półfinał       | Finał          | Finał          |
| Zawodniczka   | Konkurencja        | Czas       | Miejsce    | Czas           | Miejsce        | Czas           | Miejsce        |
| ------------- | ------------------ | ---------- | ---------- | -------------- | -------------- | -------------- | -------------- |
| Sabria Dahane | 400 m st. zmiennym | 5:10,20    | 24.        | Nie awansowała | Nie awansowała | Nie awansowała | Nie awansowała |

### Podnoszenie ciężarów
Mężczyźni
| Zawodnik     | Konkurencja | Rwanie | Rwanie  | Podrzut | Podrzut | Razem | Pozycja                   |                           |
| Zawodnik     | Konkurencja | Wynik  | Pozycja | Wynik   | Pozycja | Razem | Pozycja                   |                           |
| ------------ | ----------- | ------ | ------- | ------- | ------- | ----- | ------------------------- | ------------------------- |
| Nafaa Benami | do 56 kg    | 105    | 12.     | —       | —       | AC    | Nie został sklasyfikowany | Nie został sklasyfikowany |

Kobiety
| Zawodniczka     | Konkurencja | Rwanie | Rwanie  | Podrzut | Podrzut | Razem | Pozycja |
| Zawodniczka     | Konkurencja | Wynik  | Pozycja | Wynik   | Pozycja | Razem | Pozycja |
| --------------- | ----------- | ------ | ------- | ------- | ------- | ----- | ------- |
| Leila Lassouani | do 63 kg    | 85     | 8.      | 115     | 6.      | 200   | 7.      |

### Szermierka
Mężczyźni
| Zawodnik                                                    | Konkurencja      | Runda I                    | Runda II            | Runda III        | Ćwierćfinał      | Półfinał         | Finał            | Pozycja |
| Zawodnik                                                    | Konkurencja      | Przeciwnik Wynik           | Przeciwnik Wynik    | Przeciwnik Wynik | Przeciwnik Wynik | Przeciwnik Wynik | Przeciwnik Wynik | Pozycja |
| ----------------------------------------------------------- | ---------------- | -------------------------- | ------------------- | ---------------- | ---------------- | ---------------- | ---------------- | ------- |
| Sofiane El-Azizi                                            | floret           | Jedediah Dupree W 15-14    | Brice Guyart P 15-3 | NQ               | NQ               | NQ               | NQ               | 32.     |
| Abderrahmane Daidj                                          | szpada           | Dmytrij Karyuchenko P 15-6 | NQ                  | NQ               | NQ               | NQ               | NQ               | 37.     |
| Raouf Salim Bernaoui                                        | szabla           | Huang Yaojiang P 15-6      | NQ                  | NQ               | NQ               | NQ               | NQ               | 37.     |
| Reda Ben Chehima                                            | szabla           | Zhou Hanming P 15-10       | NQ                  | NQ               | NQ               | NQ               | NQ               | 38.     |
| Nassim Islam Bernaoui                                       | szabla           | Chen Feng P 15-3           | NQ                  | NQ               | NQ               | NQ               | NQ               | 39.     |
| Raouf Salim Bernaoui Reda Ben Chehima Nassim Islam Bernaoui | szpada drużynowo | Grecja · P 45-25           | —                   | —                | Nie awansowali   | Nie awansowali   | Nie awansowali   | 9.      |

Kobiety
| Zawodniczka                  | Konkurencja | Runda I                  | Runda II         | Runda III        | Ćwierćfinał      | Półfinał         | Finał            | Pozycja |
| Zawodniczka                  | Konkurencja | Przeciwnik Wynik         | Przeciwnik Wynik | Przeciwnik Wynik | Przeciwnik Wynik | Przeciwnik Wynik | Przeciwnik Wynik | Pozycja |
| ---------------------------- | ----------- | ------------------------ | ---------------- | ---------------- | ---------------- | ---------------- | ---------------- | ------- |
| Wassila Rédouane-Saïd-Guerni | floret      | Meng Jie P 15-12         | Nie awansowała   | —                | Nie awansowała   | Nie awansowała   | Nie awansowała   | 21.     |
| Zahra Gamir                  | szpada      | Ana Maria Brânză P 15-14 | Nie awansowała   | Nie awansowała   | Nie awansowała   | Nie awansowała   | Nie awansowała   | 35.     |

### Tenis stołowy
Kobiety
| Zawodniczka               | Konkurencja | Eliminacje             | Runda I          | Runda II         | Runda III        | 1/8 finału       | Ćwierćfinał      | Półfinał         | Finał            | Finał   |
| Zawodniczka               | Konkurencja | Przeciwnik Wynik       | Przeciwnik Wynik | Przeciwnik Wynik | Przeciwnik Wynik | Przeciwnik Wynik | Przeciwnik Wynik | Przeciwnik Wynik | Przeciwnik Wynik | Pozycja |
| ------------------------- | ----------- | ---------------------- | ---------------- | ---------------- | ---------------- | ---------------- | ---------------- | ---------------- | ---------------- | ------- |
| Leila Boucetta            | singiel     | Huang Yi-hua 0-4       | Nie awansowała   | Nie awansowała   | Nie awansowała   | Nie awansowała   | Nie awansowała   | Nie awansowała   | Nie awansowała   | 49.     |
| Asma Menaifi              | singiel     | Nikoleta Stefanova 0-4 | Nie awansowała   | Nie awansowała   | Nie awansowała   | Nie awansowała   | Nie awansowała   | Nie awansowała   | Nie awansowała   | 49.     |
| Asma Menaifi Souad Nechab | debel       | Tunezja · 2-4          | Nie awansowały   | Nie awansowały   | Nie awansowały   | Nie awansowały   | Nie awansowały   | Nie awansowały   | Nie awansowały   | 33.     |

Mężczyźni
| Zawodnik                              | Konkurencja | Eliminacje        | Runda I          | Runda II         | Runda III        | 1/8 finału       | Ćwierćfinał      | Półfinał         | Finał            | Finał   |
| Zawodnik                              | Konkurencja | Przeciwnik Wynik  | Przeciwnik Wynik | Przeciwnik Wynik | Przeciwnik Wynik | Przeciwnik Wynik | Przeciwnik Wynik | Przeciwnik Wynik | Przeciwnik Wynik | Pozycja |
| ------------------------------------- | ----------- | ----------------- | ---------------- | ---------------- | ---------------- | ---------------- | ---------------- | ---------------- | ---------------- | ------- |
| Mohamed Boudjadja                     | singiel     | Sharath Kamal 1-4 | NQ               | NQ               | NQ               | NQ               | NQ               | NQ               | NQ               | 49.     |
| Mohamed Boudjadja Abdel Hakim Djaziri | debel       | Japonia · 0-4     | Nie awansowali   | Nie awansowali   | Nie awansowali   | Nie awansowali   | Nie awansowali   | Nie awansowali   | Nie awansowali   | 25.     |

### Tenis ziemny
| Zawodnik       | Konkurencja | 1/32              | 1/16             | 1/8              | Ćwierćfinały     | Półfinały        | Finał            | Finał         |
| Zawodnik       | Konkurencja | Przeciwnik Wynik  | Przeciwnik Wynik | Przeciwnik Wynik | Przeciwnik Wynik | Przeciwnik Wynik | Przeciwnik Wynik | Pozycja       |
| -------------- | ----------- | ----------------- | ---------------- | ---------------- | ---------------- | ---------------- | ---------------- | ------------- |
| Al-Amin Wahhab | singel      | Tommy Robredo 0:2 | NQ               | NQ               | NQ               | NQ               | NQ               | Miejsca 33-64 |

### Wioślarstwo
| Zawodnik     | Konkurencja | Eliminacje | Eliminacje | Repasaże | Repasaże | Półfinał | Półfinał | Finał   | Finał  | Miejsce |
| Zawodnik     | Konkurencja | Czas       | M.         | Czas     | M.       | Czas     | M.       | Czas    | M.     | Miejsce |
| ------------ | ----------- | ---------- | ---------- | -------- | -------- | -------- | -------- | ------- | ------ | ------- |
| Mohamed Aich | jedynka     | 7:41,85    | 4. (R)     | 7:46,98  | 4. (F D) | 7:22,05  | 5. (F E) | 7:25,49 | 3. (E) | 28.     |

### Zapasy
Styl klasyczny
| Zawodnik        | Konkurencja | Runda I             | Runda II             | Ćwierćfinał      | Półfinał         | Finał            | Pozycja |
| Zawodnik        | Konkurencja | Przeciwnik Wynik    | Przeciwnik Wynik     | Przeciwnik Wynik | Przeciwnik Wynik | Przeciwnik Wynik | Pozycja |
| --------------- | ----------- | ------------------- | -------------------- | ---------------- | ---------------- | ---------------- | ------- |
| Samir Benchenaf | -55 kg      | Lázaro Rivas P 11-0 | Hasan Rangraz P 10-0 | NQ               | NQ               | NQ               | 20.     |